# Teodoro di Cirene (matematico)

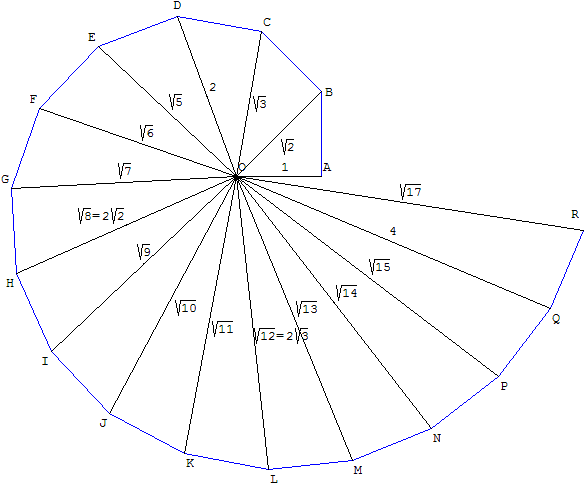
Spirale di Teodoro

Teodoro di Cirene (in greco antico: Θεόδωρος ὁ Κυρηναῖος?, Theódōros ho Kyrēnaîos; Cirene, 465 a.C. – Atene, dopo il 399 a.C.) è stato un matematico greco antico.

## Biografia
Sappiamo qualcosa di lui dal Teeteto, dialogo di Platone: si lamenta della vecchiaia nel dialogo, la cui data drammatica data del 399 a.C. suggerisce che il suo periodo di massimo splendore si sia verificato a metà del V secolo. Il testo lo associa anche al sofista Protagora, con il quale afferma di aver studiato prima di dedicarsi alla geometria.
Inoltre, una tradizione piuttosto dubbia tramanda che Teodoro avrebbe insegnato matematica allo stesso Platone e a Teeteto. Teodoro faceva parte della scuola pitagorica ed è noto per i suoi contributi alla teoria delle grandezze irrazionali.

## Opera
Infatti nel dialogo platonico si ricorda come avesse dimostrato che le radici dei numeri compresi fra 3 e 17 (esclusi ovviamente 4, 9 e 16) sono incommensurabili, cioè non esprimibili come numero intero o rapporto di interi.
Sappiamo anche che avrebbe introdotto un metodo per costruire geometricamente la radice quadrata di un qualsiasi numero esistente, anche se non molto utilizzato per motivi pratici, la cosiddetta spirale di Teodoro. Il procedimento per costruirla è semplice: si costruisce un triangolo rettangolo di cateti 1 e 1, sull'ipotenusa (che è radice di due) si costruisce un altro triangolo rettangolo che ha per cateto maggiore la radice quadrata di due, il cateto minore dovrà misurare sempre 1, e quindi l'ipotenusa misurerà radice quadrata di tre. Continuando all'infinito, si potrebbe costruire la radice quadrata di qualsiasi numero esistente, ed è a tutt'oggi l'unico metodo conosciuto che permette di costruire geometricamente la radice quadrata di un qualsiasi numero.